# Parkermavella harmeri
Parkermavella harmeri är en mossdjursart som först beskrevs av Hayward 1988.  Parkermavella harmeri ingår i släktet Parkermavella och familjen Bitectiporidae. Inga underarter finns listade i Catalogue of Life.